# Peter Green (storico)
Peter Morris Green (Londra, 22 dicembre 1924 – Iowa City, 16 settembre 2024) è stato uno storico, scrittore e traduttore britannico naturalizzato statunitense.

## Biografia
Dopo gli studi alla Charterhouse, Peter Green si arruolò nella Royal Air Force durante la seconda guerra mondiale e, di stanza a Calcutta, incontrò e divenne amico di Paul Scott, che si ispirò a lui per il personaggio del sergente Guy Perron nella tetralogia The Raj Quartet. Di ritorno in patria, studiò lettere classiche al Trinity College dell'Università di Cambridge, laureandosi con il massimo dei voti nel 1950. Nell'arco dei tredici anni seguenti lavorò come critico letterario per il Daily Telegraph (1953-1963) e il Yorkshire Post (1961-1962), come critico televisivo per The Listener (1962-1963) e come critico cinematografico per John O'London's (1961-1963); sempre in questo periodo pubblicò i romanzi storici Achilles His Armour (1955), Cat in Gloves (1956), The Sword of Pleasure (1957) e The Laughter of Aphrodite (1965), nonché una biografia di Kenneth Grahame (1959) ed edizioni critiche delle opere di Thomas Browne (1959) e John Skelton (1960).
Nel 1963 si trasferì con la famiglia a Lesbo, dove proseguì con le sue ricerche storiche e cominciò a lavorare come traduttore; nel 1966 si trasferì ad Atene, dove fu assunto come professore di lettere classiche al College Year; nei suoi anni nella capitale greca pubblicò i libri Armada from Athens (1970), sulla spedizione ateniese in Sicilia, e The Year of Salamis (1971), sulle guerre persiane. Dal 1971 al 1997 insegnò all'Università del Texas ad Austin e dal 1997 alla morte fu membro del dipartimento di lettere classiche all'Università dell'Iowa; fu anche visiting scholar a Princeton e alla Tulane University.
Nel corso della sua lunga carriera, tradusse in inglese le satire di Giovenale (1963), i carmi di Catullo (2005) e l'Ars Amatoria e gli Amores di Ovidio (1982), di cui tradusse anche i Tristia e le Epistulae ex Ponto (1994). Le sue traduzioni da Ovidio furono musicate da Bob Dylan negli album Love and Theft e Modern Times. Nel 2015 pubblicò un nuova traduzione in inglese dell'Iliade, seguita dall'Odissea tre anni più tardi. In veste di storico era noto per i suoi studi sul periodo ellenistico e, in particolare, su Alessandro Magno, a partire da una biografia omonima del 1970, successivamente pubblicata anche in Italia nel 1971 e poi ampliata in una nuova edizione del 1974. 
Morì ad Iowa City il 16 settembre 2024 all'età di 99 anni.

## Opere (parziale)
- (EN) The Year of Salamis, 480 - 479 B.C., Weidenfeld & Nicolson, 1970, ISBN 978-0297001461.
- (EN) Alexander the Great, Littlehampton Book Services Ltd, 1970, ISBN 978-0297000075.
  -  Alessandro Magno, Edizioni Librex, 1971.
- (EN) A Concise History of Ancient Greece, Thames & Hudson Ltd, 1973, ISBN 978-0500450147.
- (EN) Andrei Tarkovsky: The Winding Quest, Palgrave Macmillan, 1993, ISBN 978-1349119981.
- (EN) Alexander to Actium: The Historical Evolution of the Hellenistic Age, California University Press, 1993, ISBN 978-0520083493.
- (EN) The Greco-Persian Wars, University of California Press, 1996, ISBN 978-0520205734.
- (EN) From Ikaria to the Stars: Classical Mythification, Ancient and Modern, University of Texas Press, 2004, ISBN 978-0292726031.
- (EN) Hellenistic Age: A History, Modern Library Inc, 2007, ISBN 978-0679642794.
- (EN) Classical Bearings: Interpreting Ancient History and Culture, University of California Press, 2023, ISBN 9780520918825.